# 蠑螺總科
蠑螺總科（學名：Turbinoidea）原為古腹足總目之下的一個腹足綱軟體動物的總科，其物種皆為小型到大型的海螺。經過多年的分類重整，這個名稱現時已不再使用，其成員現時均為鐘螺總科的成員。

## 分類

### 2005年分類
根據布歇特和洛克羅伊的腹足類分類 (2005年)，蠑螺總科是古腹足類支序的成員，包括下列三個科：
- 蠑螺科 Turbinidae Rafinesque, 1815
- 方格螺科 Liotiidae Gray, 1850
- 雉螺科 Phasianellidae Swainson, 1840

有其他文獻過往亦將縮口螺科包括到本分類單元。

### 2008年分類
根據Williams et al. (2008)對古腹足類之下的蠑螺總科及鐘螺總科的物種重整，作出以下三個科的整理：
- 蠑螺科 Turbinidae被移往鐘螺總科（Trochoidea）
- 方格螺科 Liotiidae被移往鐘螺總科
- 雉螺科 Phasianellidae與縮口螺科共同建立新的雉螺總科 Phasianelloidea

至此本總科不再包含任何分類單元，而本分類單元亦成為了鐘螺總科的異名。